# Kostnadsbärare
Kostnadsbärare är ett kalkylobjekt inom produktkalkylering. Det kan exempelvis vara en produkt, en kundorder eller något annat objekt som kostnaderna registreras för i kalkylen.
Kostnadsbärare kan även beskrivas som ett sätt att avgöra hur mycket av indirekta kostnader, exempelvis fasta löner, kan hänföras till en viss produkt. Beroende på kapacitetsutnyttjande går det då att uppskatta hur mycket av en viss produkt som belastar de kostnader som är indirekta.